# Kowaliwka (Winnyzja)
Kowaliwka (ukrainisch Ковалівка; russisch Ковалевка Kowalewka) ist ein Dorf im Zentrum der ukrainischen Oblast Winnyzja mit etwa 3700 Einwohnern (2001).
Das erstmals im 17. Jahrhundert schriftlich erwähnte Dorf liegt 9 km nordöstlich vom ehemaligen Rajonzentrum Nemyriw und 48 km südöstlich vom Oblastzentrum Winnyzja. Durch das Dorf verläuft die Territorialstraße T–02–21.
Am 12. Juni 2020 wurde das Dorf ein Teil der neugegründeten Stadtgemeinde Nemyriw, bis dahin bildete es zusammen mit den Dörfern Meschyhirka (Межигірка) und Potoky (Потоки) die gleichnamige Landratsgemeinde Kowaliwka (Ковалівська сільська рада/Kowaliwska silska rada) im Norden des Rajons Nemyriw.
Am 17. Juli 2020 kam es im Zuge einer großen Rajonsreform zum Anschluss des Rajonsgebietes an den Rajon Winnyzja.